# Gabi Zangeová
Gabi Zangeová (* 1. června 1961 Crimmitschau), rozená Schönbrunnová, je bývalá východoněmecká rychlobruslařka.
Na mezinárodních závodech se poprvé objevila v roce 1978, startovala na Mistrovství světa juniorů 1980 (8. místo). V roce 1981 se již zúčastnila seniorských šampionátů, na Mistrovství světa ve víceboji byla jedenáctá, z Mistrovství Evropy si odvezla bronzovou medaili. V následující sezóně byla na evropském i světovém vícebojařském šampionátu čtvrtá, stejných umístění dosáhla i v sezóně 1982/1983. Následoval pro ni zřejmě nejúspěšnější ročník rychlobruslařských soutěží, neboť zvítězila na Mistrovství Evropy 1984, vybojovala bronzovou medaili na světovém vícebojařském šampionátu a na zimní olympiádě v Sarajevu získala bronz na trati 3000 m, přičemž na poloviční distanci byla čtvrtá. Na Mistrovství světa ve víceboji 1985 si dojela pro stříbrnou medaili a v následujících letech se na velkých akcích umísťovala v první desítce. V roce 1986 poprvé startovala na Světovém poháru (SP), pravidelně se jej ale účastnila až v sezóně 1987/1988, kdy ovládla celkové hodnocení SP na tratích 3000/5000 m. Startovala též na Mistrovství světa ve víceboji 1988 (4. místo) a na Zimních olympijských hrách 1988, kde získala na tratích 3000 a 5000 m bronzové medaile. Na podzim 1988 ukončila aktivní sportovní kariéru.